# Osetia Unida
Osetia Unida (en osetio: Иугонд Ир; en ruso: Единая Осетия) es un partido político de Osetia del Sur, fundado en 2012.

## Historia
En las elecciones parlamentarias celebradas en 2014, el partido logró obtener 20 escaños, causando que el partido Unidad dejara de ejercer poder.
En las elecciones parlamentarias celebradas en 2019, sin embargo, el partido perdió su mayoría en el parlamento, obteniendo solo 14 escaños.

## Relaciones
En 2018, representantes del partido firmaron un acuerdo de cooperación con el partido serbobosnio Alianza de Socialdemócratas Independientes.
En 2022, representantes del partido firmaron un acuerdo de cooperación con el partido ruso Rusia Unida.